# Tomás Eloy Martínez
Tomás Eloy Martínez (San Miguel de Tucumán, 1934. július 16. – Buenos Aires, 2010. január 31.) argentin újságíró, író és forgatókönyvíró.

## Élete és munkássága
1934. július 16-án született San Miguel de Tucumánban. Általában Latin-Amerika befolyásos és innovatív alakjának tartják mind újságíróként, mind regényíróként. Spanyol és latin-amerikai irodalomból szerzett diplomát a Tucumáni Egyetemen, majd a Sorbonne-on végezte a mesterképzést.
1957 és 1961 között Buenos Airesben a La Nación című újság filmkritikusa volt, majd 1962 és 1969 között a Primera Plana című folyóirat főszerkesztője.
1969 és 1970 között riporterként dolgozott Párizsban. 1969-ben interjút készített a Madridba száműzött Juan Domingo Perón volt argentin elnökkel. Ezek az interjúk szolgáltak két legismertebb regényének alapjául: La Novela de Perón (1985) és Santa Evita (1995). Ezekben, valamint számos más könyvében is úgy ötvözte a történelmi tényeket a fiktív tartalommal, ahogyan azt egyetlen más latin-amerikai író sem tette.
1970-ben a Primera Plana számos korábbi írójával együtt a Panorama című folyóiratnál dolgozott, amelynek Eloy Martínez volt az igazgatója. A Jacobo Timmerman által alapított La Opinion című újság munkatársa is volt. Nevéhez fűződik, hogy latin-amerikai írások világszerte ismertté váltak, többek között Gabriel García Márquez Száz év magány című alapregénye.
1972. augusztus 15-én értesült a Chubut tartománybeli Rawson börtönében lévő politikai foglyok felkeléséről. A Panorama volt az egyetlen Buenos Aires-i kiadvány, amely a Rawsonban történt események igaz történetét közölte, amely jelentősen eltért a de facto argentin kormány hivatalos verziójától. Augusztus 22-én a kormány parancsára kirúgták, mire Rawsonba és a szomszédos Trelew városába ment, és onnan számolt be a trelewi mészárlásról La pasión según Trelew című könyvében. A könyvet az argentin diktatúra betiltotta.
Eloy Martínez három éven át (1972-1975) a La Nación kulturális mellékletét vezette. A La Opinión-t az 1976-ban hatalomra került katonai hatóságok megszüntették. Ezt követően száműzetésben kellett élnie (1975-1983), és a venezuelai Caracasba költözött, ahol továbbra is újságíróként tevékenykedett, és társalapítója volt az El Diario de Caracas című újságnak. Las memorias del general (A tábornok emlékiratai) című könyvében elmeséli, hogy a „Triple A”, az Alianza Anticomunista Argentina megfenyegette, és egy alkalommal fegyveresek pisztolyt szegeztek hároméves kisfia fejéhez, mert szemtanúi voltak egy bűncselekménynek, amelyről Eloy Martínez úgy vélte, hogy a szélsőjobboldali félkatonai csoport által vezetett akció. 1979 körül ismerkedett meg Susana Rotker értelmiségivel, akivel 1986-ban született meg Sol Ana nevű lánya.
1984-ben az Egyesült Államokba költözött Washington környékére, és a Marylandi Egyetem professzora volt.
1991-ben részt vett az Alfonso Dau üzletember tulajdonában lévő és Jorge Zepeda Patterson által kiadott Siglo 21 című napilap létrehozásában és elindításában (1991. november 8.) a mexikói Guadalajarában, amely hét éven át, 1998 decemberéig jelent meg. Emellett ő készítette a Primer Plano című irodalmi mellékletet a Buenos Aires-i Página/12 című újság számára.
Az 1990-es évek végén visszatért az Egyesült Államokba, ahol a New Jersey-i Rutgers Egyetem latin-amerikai tanulmányok programjának professzora és igazgatója lett, bár ebben az időszakban is folytatta együttműködését latin-amerikai újságokkal, ami egyben utolsó, Purgatorio című könyvének ihletője is volt, amelyben a száműzetés szomorúságával és melankóliájával, valamint a „desaparecidos” (az „El Proceso” néven ismert diktatúra által elrabolt és halottnak hitt emberek) családjainak életére gyakorolt szörnyű hatással foglalkozott.
Eloy Martínez tanár és előadó is volt. Kolumnákat írt a La Nación és a New York Times szindikátus számára, cikkei pedig számos latin-amerikai újságban és folyóiratban jelentek meg. Guggenheim- és Woodrow Wilson-ösztöndíjat kapott, és 2002-ben elnyerte a Premio Alfaguara de Novela díjat El vuelo de la reina című regényéért. Művei elsősorban (de nem kizárólag) Juan Domingo Perón és felesége, Eva Duarte de Perón (Evita) uralma alatti és utáni Argentínával foglalkoznak.
Tomás Eloy Martínez 2010. január 31-én hunyt el Buenos Airesben, rákban.
Műveinek kimerítő felsorolása megtalálható a The Other Reality—Anthology című könyvben, Cristine Mattos előszavával, Buenos Aires, Fondo de Cultura Económica de Argentina, S.A., 2006.

## Művei
- Sagrado (1969)
- La pasión según Trelew (1973)
- Lugar común la muerte (1979)
- La novela de Perón (1985)
- La mano del amo (1991)
- Santa Evita (1995)
- Las memorias del general (1996)
- El sueño argentino (1999)
- Ficciones verdaderas (2000)
- El vuelo de la reina (2002)

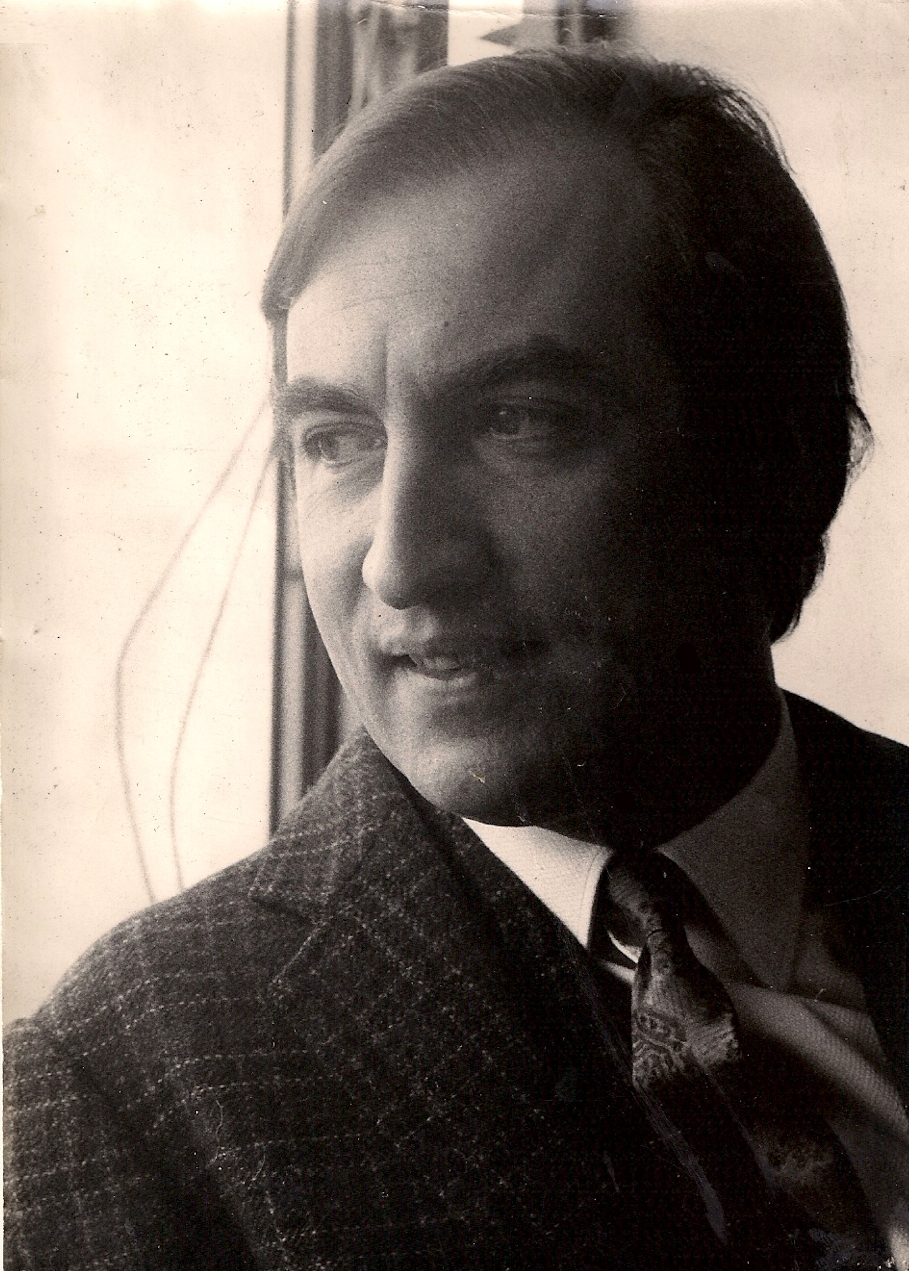
Tomás Eloy Martínez

- Réquiem por un país perdido (2003) (Az El sueño argentino feldolgozása és kibővítése)
- Las vidas del general (2004)
- El cantor de tango; The Tango Singer translated by Anne McLean(wd) (2004)[10]
- Purgatorio; Purgatory translated by Frank Wynne(wd) (2008)

### Magyarul megjelent
- Evita (Santa Evita) – JLX, Budapest, 1997 · ISBN 963-305-050-2 · Fordította: Latorre Ágnes, Vencz Zoltán
- A méhkirálynő röpte (El vuelo de la reina) – JLX, Budapest, 2002 · ISBN 9633051738 · Fordította: Dornbach Mária
- A tangóénekes (El cantor de tango) – Ulpius-ház, Budapest, 2007 · ISBN 9789639752306 · Fordította: Dornbach Mária

## Fordítás
- Ez a szócikk részben vagy egészben  a   Tomás Eloy Martínez című angol Wikipédia-szócikk fordításán alapul.  Az eredeti cikk szerkesztőit annak laptörténete sorolja fel. Ez a jelzés csupán a megfogalmazás eredetét és a szerzői jogokat jelzi, nem szolgál a cikkben szereplő információk forrásmegjelöléseként.